# Leptomischus parviflorus
Leptomischus parviflorus là một loài thực vật có hoa trong họ Thiến thảo. Loài này được H.S.Lo mô tả khoa học đầu tiên năm 1986.